# Tsaghkut
Tsaghkut (en arménien Ծաղկուտ) est une communauté rurale du marz de Shirak en Arménie. Comprenant également la localité de Lorasar, elle compte 243 habitants en 2008.